# Mil Mi-52
Mil Mi-52 "Snegir" là một dự án trực thăng thông dụng hạng nhẹ 4 chỗ của Nga trong thập niên 1990. Một mô hình đã được chế tạo năm 2000 và có 2 phiên bản được lên kế hoạch chế tạo. Mi-52-1 trang bị 1 động cơ 199 kW VAZ-4265 và Mi-52-2 trang bị 2 động cơ Mi-52-2.